# Alegeri legislative în Africa de Sud, 1948
Alegerile parlamentare din anul 1948, din Africa de Sud, au reprezentat un punct de cotitură în istoria acestui stat. Aceste alegeri, la care sud-africanii de origine non-europeană nu au avut voie să participe (să voteze), au avut drept combatante două mari partide: Partidul Unit (PU), condus de Prim Ministrul Jan Smuts, care era și protopop și Partidul Național Reformat (PN, sau 'Herenigde Nasionale Party' în limba Afrikaans), condus de Daniel Francois Malan, un cleric olandez reformat (protestant). În timpul acestei bătălii politice, atât PU cât și PN au format coaliții cu alte partide mai mici. PU s-a aliniat doctrinei de stânga, aliindu-se cu Partidul Muncitoresc , iar Partidul Afrikaner, pentru a susține drepturile populației Afrikaner, s-a aliat cu HNP.
Partidul Naționalist, realizând faptul că mulți sud-africani de culoare albă se simțeau amenințați de aspirațiile politice ale populației de culoare, a promis că, în cazul victoriei, va implementa o politică strictă de segregare rasială, în toată sfera viții cotidiene. PN a denumit acest nou sistem de guvernare 'apartheid', nume sub care acest tip de politică a devenit cunoscut pe plan mondial. În opoziție față de acest consistent și direct curent, PU a promovat vagi noțiuni de integrare a diferitelor grupuri rasiale în viața socială a Africii de Sud. Pe lângă nemulțumirea albilor în legătură cu problemele interne și economice ale Africii de Sud apărute după cel de-al doilea Război Mondial, organizarea superioară a Partudului Național și falsurile electorale s-au dovedit a fi provocări semnificative pentru campania susținută de PU.
Partidul Naționalist și Partidul AfriKaner au câștigat 79 de locuri în Parlament față de doar 74 de locuri cât au obținut, în total, PU și Partidul Muncitoresc. Prin urmare, PN a format un nou guvern care a introdus,în acea perioadă, oficial și obligatoriu apartheid-ul, sub formă legală. În data de 27 aprilie 1994, Congresul Național African a câștigat primele alegeri, pe deplin democratice, ale Africii de Sud și a înlăturat de la conducere Partidul Național, încheind astfel aproape cinci decenii de guvernare naționalistă.

## Motive pentru victoria Partidului Naționalist
Una din problemele principale cu care s-a confruntat electoratul de culoare albă în anul 1948 a fost cea legată de rasă. PU și PN s-au prezentat alegătorilor cu răspunsuri diferite la întrebările ce aveau legătură cu integrarea rasială în Africa de Sud. Smuts și susținătorii lui erau în favoarea unei abordări pragmatice, argumentând că guvernul ar trebui să renunțe la regulile stricte de a nu permite populației negre să intre în zonele urbane. În timp ce încă doreau să se mențină dominația populației albe, PU pleda în favoarea unei treptate reformări a sistemului politic pentru ca sud-africanii de culoare să poată eventual, într-un anumit moment din viitor, să exercite un fel de putere într-o Africă de Sud integrată rasial. În opoziție cu această, aparent, vagă ideologie, PN a avansat ideea de a se continua cu o strictă și impunătoare segregare între rase și lipsirea totală de putere a sud-africanilor negri. Mutarea negrilor din mediul rural în mediul urban era total descurajată.
Implementarea politicii de apartheid propusă de PN servea intereselor economice a unor grupuri de sud-africani de culoare albă. Fermierii din partea nordică a țării se bazau pe munca ieftină depusă de negri, pentru a-și maximiza profitul, iar clasa muncitoare albă, ce locuia în zonele urbane, se temea de competiția pentru angajare care ar fi urmat unui aflux de sud-africani negri. Multe interese comerciale și financiare bazate pe agricultură au făcut ca poporul Afrikaner să vadă valoarea apartheid-ului în susținerea creșterii acestui sector. PU nu a reușit să realizeze enormele beneficii economice ale apartheid-ului pentru aceste mari și influente grupuri și nu a promovat segregarea la fel de mult ca PN.
În ceea ce privește tacticile electorale, PN a fost foarte abil în exploatarea fricii albilor în timpul campaniei din 1948. Deoarece PU părea că a luat o poziție destul de indecisă cu privire atât la conceptul de integrare rasială cât și la noțiunea de segregare, PN a fost capabil să argumenteze că o victorie a PU ar fi dus, în cele din urmă, la o guvernare a negrilor în Africa de Sud. Propaganda Naționaliștilor corela puterea politică a negrilor cu comunismul, ce era o teamă a multor sud-africani la acea perioadă. Sloganuri precum "Pericolul Negru" și "Pericolul Roșu", au jucat un rol de amplificare a neliniștii albilor. Un lucru important a fost faptul că Smuts a avut relații foarte bune de lucru cu Iosif Stalin pe parcursul Războiului al II-lea Mondial, când Africa de Sud și URSS au fost aliați în lupta împotriva Germaniei Naziste. Dupa ce Smuts a declarat că renunță la pălărie în fața lui Stalin, PN a prezentat această afirmație ca fiind o dovadă a înclinațiilor comuniste ale lui Smuts.
Programul controversat al guvernului Smuts în ceea ce privea imigrația a dus la apariția mai multor neliniști în rândul populației Afrikaner. Prin acel program, numeroși imigranți britanici s-au mutat în Africa de Sud și erau priviți drept cei care luau casele și locurile de muncă de la cetățenii albi ai Africii de Sud. Mai mult, s-a pretins că intențiile din spatele acestor planuri erau de a îngloba populația Afrikaner, ce avea o rată mai ridicată a nașterii decât englezii sud-africani, cu imigranții britanici, pentru ca Afrikaners să poată fi depășiți numeric pe listele de alegători din viitoarele alegeri.
În pregătirile pentru alegerile din 1948, PN și-a schimbat postura în Republicanist. Din cauza imensei și persistentei traume naționale cauzată de războiul Anglo-Boer, transformarea Africii de Sud în republică și ruperea tuturor legăturilor dintre Africa de Sud și Regatul Unit, au reprezentat importante misiuni pentru fostele încarnări ale PN. Sud-africanii vorbitori de limbă engleză au avut o relație mai bună cu Regatul Unit, astfel, proiectul republican a devenit o sursă de conflict între cele două mari grupuri de albi din Africa de Sud. O mare parte din pro-republicani a dorit să obțină o reconciliere între poporul lor și vorbitorii de engleză. Atunci când PN a fost de acord cu faptul că Africa de Sud ar trebui să rămână parte din Commonwealth, mulți Afrikaner ce susțineau PU și-au schimbat apartenența, urmând doctrina Partidului Naționalist.
Delimitarea granițelor districtelor electorale a favorizat PN. Cele mai multe din cele 70 de locuri câștigate de PN în timpul alegerilor din 1948 s-au datorat voturilor primite din zona rurală, pe când majoritatea celor 65 de locuri câștigate de PU au venit din ariile urbane. Asta înseamnă că au fost mai multe circumscripții electorale rurale decât urbane. Aceast lucru a fost în beneficiul PN, care s-a descurcat bine în zonele rurale în ceea ce privește numărul de voturi obținute, chiar dacă au avut cu 140000 de voturi mai puține decât PU. Coaliția Partidul Național/Partidul Afrikaner a câștigat majoritatea locurilor în Parlament. S-a calculat că dacă voturile din mediul rural și cele din mediul urban ar fi avut aceeași valoare, Smuts ar fi câștigat 80 de locuri, Malan 60 și celelalte partide 10 locuri. PU ar fi câștigat alegerile.
Smuts și cabinetul său au fost învinuiți pentru multe din greutățile care au apărut ca rezultate ale participării Africii de Sud la al II-lea Război Mondial. Deficitul de carne, lipsa de pâine albă, rata inflației și sumbrul record de locuințe al guvernului, au asigurat muniție Partidului Naționalist.
În acea perioadă PU a fost caracterizat ca fiind împovărător și fără vigoare, în timp ce PN afișa energie și abilitate organizațională superioară. Al II-lea Război Mondial a avut ca efect crearea unei relații strânse între PU și sud-africanii albi în general. Odată ce această uniune superficială a căzut, Smuts a pierdut o mare parte din controlul asupra Partidului Unit și din ce în ce mai mulți alegători au luat în considerare o alternativă la regimul lui moleșit. În mod umilitor, Primul Ministru și-a pierdut scaunul de parlamentar în fața unui pretendent naționalist. Așa cum se poate observa din numărul final de locuri, Smuts și partidul său s-au dovedit incapabili să se opună numeroaselor atacuri făcute de PN, iar această instabilitate a dus la o victorie strânsă a Partidului Național Reformat.